# Gail Kelly (sciatrice)
Gail Kelly (4 ottobre 1979) è un'ex sciatrice alpina canadese.

## Biografia
Originaria di Saints-Anges e attiva in gare FIS dall'agosto del 1994, in Nor-Am Cup la Kelly esordì il 2 gennaio 1995 a Sugarloaf in supergigante (58ª) e conquistò il primo podio il 28 marzo 1997 a Mont-Tremblant in slalom gigante (3ª). Debuttò in Coppa del Mondo il 29 novembre 1998 a Lake Louise in supergigante (30ª); nella stessa stagione conquistò la prima vittoria in Nor-Am Cup, il 2 gennaio 1999 a Sugarbush in slalom gigante, ed esordì ai Campionati mondiali nella rassegna iridata di Vail/Beaver Creek, dove si classificò 31ª nel supergigante e non completò lo slalom gigante.
Conquistò l'ultima vittoria, nonché ultimo podio, in Nor-Am Cup il 12 marzo 2003 a Panorama in slalom gigante; nella medesima specialità ottenne il miglior piazzamento in Coppa del Mondo, il 23 ottobre 2004 a Sölden (11ª), e ai successivi Mondiali di Bormio/Santa Caterina Valfruva 2005, sua ultima presenza iridata, si piazzò 19ª. Prese per l'ultima volta il via in Coppa del Mondo il 25 gennaio 2008 a Ofterschwang in slalom gigante, senza completare la prova, e si ritirò al termine di quella stessa stagione 2007-2008; la sua ultima gara fu uno slalom gigante FIS disputato il 30 marzo a Stoneham, chiuso dalla Kelly al 12º posto.

## Palmarès

### Coppa del Mondo
- Miglior piazzamento in classifica generale: 60ª nel 2005

### Nor-Am Cup
- Miglior piazzamento in classifica generale: 3ª nel 2002
- 8 podi:
  - 4 vittorie
  - 1 secondo posto
  - 3 terzi posti

#### Nor-Am Cup - vittorie
| Data           | Località  | Paese       | Specialità |
| -------------- | --------- | ----------- | ---------- |
| 2 gennaio 1999 | Sugarbush | Stati Uniti | GS         |
| 8 gennaio 2002 | Okemo     | Stati Uniti | GS         |
| 9 gennaio 2002 | Okemo     | Stati Uniti | GS         |
| 12 marzo 2003  | Panorama  | Canada      | GS         |

Legenda:

GS = slalom gigante

### South American Cup
- Miglior piazzamento in classifica generale: 11ª nel 2002
- 1 podio:
  - 1 vittoria

#### South American Cup - vittorie
| Data           | Località     | Paese | Specialità |
| -------------- | ------------ | ----- | ---------- |
| 28 agosto 2001 | Valle Nevado | Cile  | GS         |

Legenda:

GS = slalom gigante

### Campionati canadesi
- 3 medaglie:
  - 1 argento (slalom gigante nel 1997)
  - 2 bronzi (slalom gigante nel 1998; slalom gigante nel 2003)